# 帝王总统
帝王总统（英語：Imperial Presidency）是美国一些媒体和民众在1950年至1970年代给予当时美国总统的称号。因为那时第二次世界大战结束不久，美国正在和苏联进行冷战，而美国总统自富兰克林·德拉诺·罗斯福以來掌握很大的行政权力，经常有滥用职权的报道。

## 歷史
从富兰克林·德拉诺·罗斯福开始，他因頻繁使用行政命令推行政策，12年任期內頒布3522個行政命令，总统权力渐渐增大。到杜鲁门、艾森豪、肯尼迪、林登·约翰逊、尼克松执政时期权力达到顶峰，总统经常越过议会进行军事行动，议会失去监督作用，总统形同独裁者甚至皇帝（Emperor），总统亲信如同群臣，总统生活也奢华。在尼克松第二任期开始不久，发生水门事件，國会及最高法院重新夺回主導实权，迫使尼克松辞职。新任总统杰拉尔德·福特的权力被削弱，帝王总统时期结束。